# Les Yveteaux
Les Yveteaux ist eine französische Gemeinde mit 100 Einwohnern (Stand: 1. Januar 2022) im Département Orne in der Region Normandie (vor 2016 Basse-Normandie). Sie gehört zum Arrondissement Argentan und zum Kanton Athis-Val de Rouvre (bis 2015 Briouze). 

## Geographie
Les Yveteaux liegt etwa 20 Kilometer westsüdwestlich vom Stadtzentrum von Argentan. Umgeben wird Les Yveteaux von den Nachbargemeinden Putanges-le-Lac im Norden, La Lande-de-Lougé im Osten und Südosten, Montreuil-au-Houlme im Süden sowie Saint-Hilaire-de-Briouze im Westen.

## Bevölkerungsentwicklung
| 1962                      | 1968 | 1975 | 1982 | 1990 | 1999 | 2006 | 2011 | 2016 |
| ------------------------- | ---- | ---- | ---- | ---- | ---- | ---- | ---- | ---- |
| 181                       | 164  | 121  | 115  | 114  | 90   | 120  | 105  | 102  |
| Quelle: Cassini und INSEE |      |      |      |      |      |      |      |      |

## Sehenswürdigkeiten
- Kirche Saint-Taurin
- Schloss Les Yveteaux aus dem 15. Jahrhundert, seit 1988 Monument historique, mit Park
- Schloss Les Ostieux aus dem 15. Jahrhundert, seit 2005 Monument historique

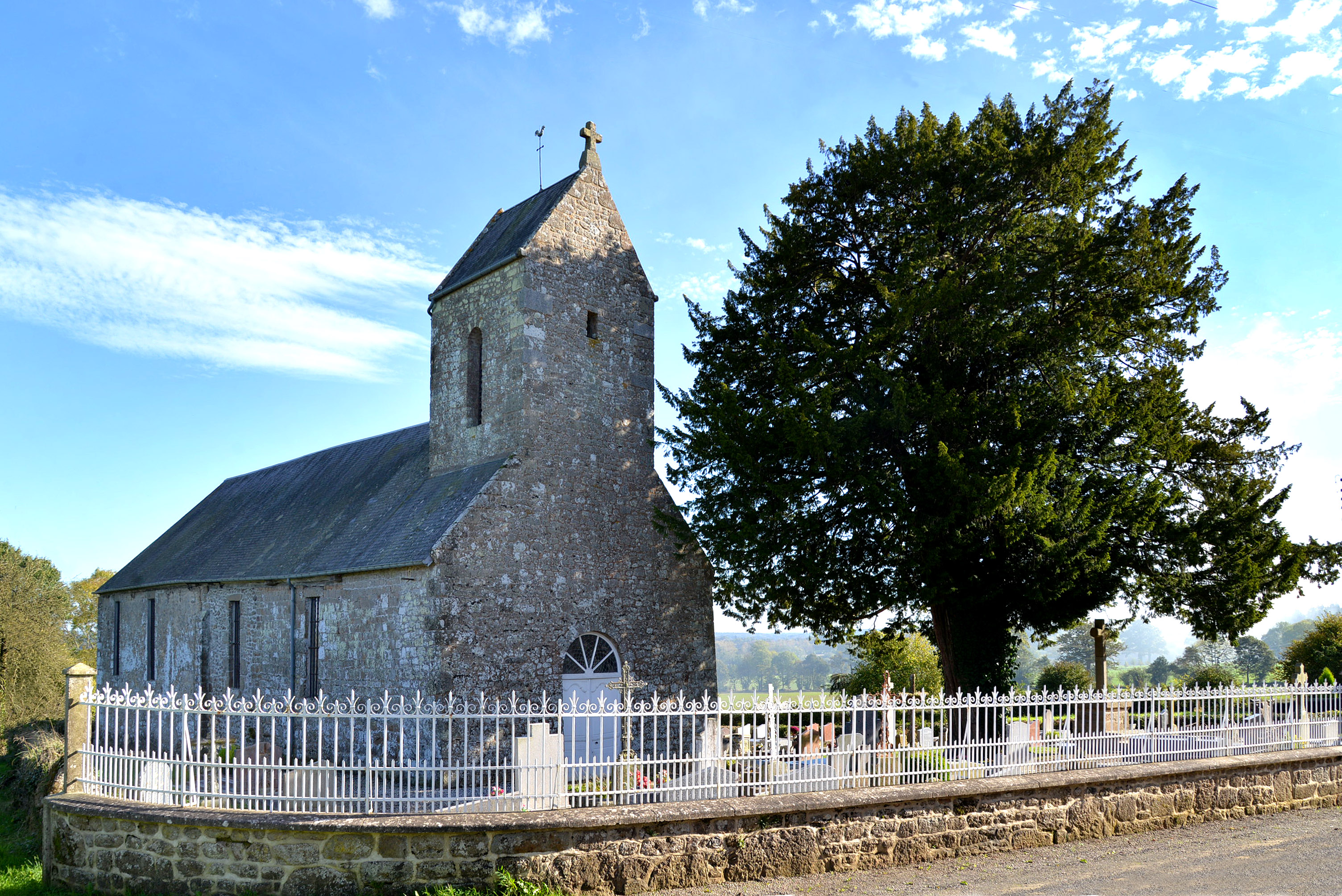
Kirche Saint-Taurin
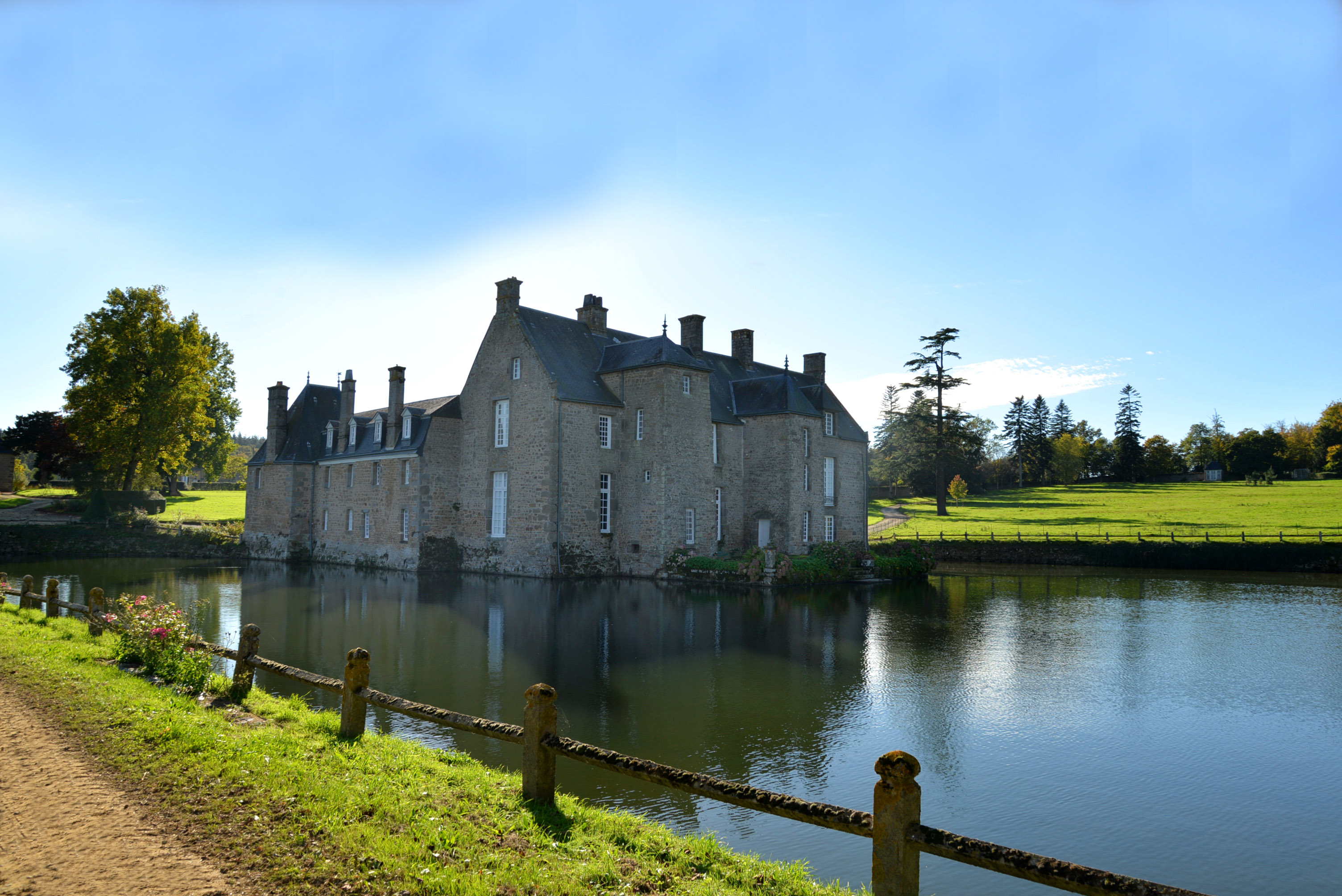
Schloss Les Yveteaux

## Persönlichkeiten
- Nicolas Vauquelin Des Yveteaux (1567–1649), Dichter